# 정초롱
정초롱(1986년 1월 17일 ~)은 대한민국의 국악인이다. 국가무형문화재 제23호 가야금산조 및 병창 이수자이다.

## 방송
- 조선판스타 (2021) - 준우승[1]

## 음반
- 왼손이 (2016) - 보컬
- 우주이야기 (2016) - 보컬
- 꽃을 사랑한 호랭이 (2016) - 보컬
- 조선판스타 Part.1 (2021)
- 조선판스타 Part.3 (2021)
- 조선판스타 Christmas Song (2021)
- 조선판스타 PANHORAN (2021)

## 공연
- 광주 아시아 공연예술제

## 경력
- 영화 방자전 소리 지도
- 한국예술종합학교 예술영재아카데미 출강

## 수상
- 서울가야금경연대회 가야금병창 일반부 최우수상 (2007)
- 전국빛고을 전통음악경연대회 일반부 종합대상 (2008)
- 21C 한국음악프로젝트 금상 (2011)
- 제4회 대학국악제 은상 (2012)